# Nai sừng xám miền Đông
Nai sừng xám miền Đông (Danh pháp khoa học: Cervus canadensis canadensis) là một trong sáu phân loài của nai sừng xám phân bố ở miền Bắc và miền đông Hoa Kỳ, Canada và miền Nam. Con nai sừng xám miền Đông cuối cùng đã bị bắn hạ ở Pennsylvania vào ngày 01 tháng 9 năm 1877. Các phân loài đã được tuyên bố tuyệt chủng vào năm 1880. Một phân loài nai sừng xám, nai sừng xám Merriam, cũng đã tuyệt chủng ở khoảng thời gian tương tự. Các nai miền Đông có ngoại hình lớn hơn so với những loài anh em họ ở miền tây. Một con nai đực trưởng thành có thể nặng tới £1000, cao tới 50-60 inch cao ở chiều vai, và mang trên đầu nó một cái gạc với chiều dài sáu feet. Phân loài động vật này thường xuyên mạo hiểm di chuyển từ nơi đất cao xuống chỗ thấp hơn để tìm thức ăn trong mùa đông. Loài nai này cũng là mục tiêu quan trọng của thợ săn vì kích thước lớn và nhiều thịt nạc. Một con đực trưởng thành có thể nặng vài trăm kg với đôi gạc rộng trên dưới 1m.

## Lịch sử
Vào cuối thế kỷ thứ 15, trước khi người da trắng đặt chân đến Bắc Mỹ, nai sừng tấm là phổ biến nhất trong Tân Thế giới và có thể được tìm thấy trong suốt vùng của Bắc Mỹ. Đông đảo nai cư trú tại những khu rừng rộng lớn ở phía đông Canada và đông Hoa Kỳ và xa về phía tây là sông Mississippi. Trong vài thế kỷ tiếp theo, các quần thể nai sừng xám giảm do săn bắt quá mức và mất môi trường sống trong rừng rậm của chúng. Tạp chí Naturalist John James Audubon báo cáo rằng năm 1851 một vài cá thể nai vẫn có thể được tìm thấy ở dãy núi Allegheny nhưng chúng đã hầu như biến mất khỏi phần còn lại của phạm vi của chúng. Đến cuối thế kỷ 19, nai sừng xám phía Đông đã hoàn toàn tuyệt chủng. Những gì ta biết rất ít về chủng tộc này của nai sừng xám đã được lượm lặt từ những di tích lịch sử và tài liệu tham khảo. Nghiên cứu ty thể DNA trong năm 2004 chỉ ra rằng Cervus canadensis là một loài riêng biệt từ hươu đỏ châu Âu.

## Sự thay thế
Không lâu sau khi nai sừng tấm miền Đông cuối cùng đã bị giết chết ở Pennsylvania, các quan chức liên bang, lo lắng về số phấn của những đàn nai sừng xám còn lại trong và xung quanh Vườn quốc gia Yellowstone, cung cấp các động vật để bất cứ ai sẵn sàng để có chúng để lấp chỗ trống. Các nhà chức trách đã đưa ra một chương trình để du nhập lại nai đến Pennsylvania. Bắt đầu từ năm 1913 và kết thúc vào năm 1926, Ủy ban hữu quan đã du nhập 177 con nai sừng xám ở 10 quận, trong đó có 50 loài động vật từ Yellowstone. Hiện nay, số lượng nai sừng xám đàn Pennsylvania của hơn 800 và phạm vi của chúng bao trùm khoảng 800 dặm vuông.
Trong năm 1990, các nghiên cứu khả thi đã được tiến hành để xác định xem quần thể hoang dã nai sừng xám thả rông vẫn có một chỗ trên một số cũ của mình. Một khi điều này đã được hoàn tất, bầy nai sừng tấm núi Rocky từ Arizona, Kansas, New Mexico, Bắc Dakota, Oregon, Utah và Vườn Quốc gia Alberta của Đảo nai đã được sử dụng để du nhập nai trở lại. Quần thể nai hiện nay đã được du nhập ở Arkansas (1991), Wisconsin (1995), Ontario (2001), Kentucky, Tennessee và Smoky Mountains vào năm 2002, khu vực được gọi là Bắc Michigan và vào năm 2012 ở Virginia. Ngoài ra, các nghiên cứu khả thi cũng đã được hoàn thành ở Illinois, Tây Virginia và New York.

## Dân số
Năm 1905, 18 con nai sừng xám đã được du nhập đến công viên quốc gia Fiordland ở New Zealand như một món quà từ tổng thống Theodore Roosevelt. Các quần thể nai sừng xám đã sống sót của một lô hàng ban đầu là 20, một nửa trong số đó đến từ các công viên quốc gia Yellowstone và một nửa từ Brookfield, Massachusetts, thuộc sở hữu của HE Richardson. Sau này được cho là nai miền Đông bị bắt ở miền bắc Minnesota của người Mỹ bản địa. Các quần thể nai sừng xám miền Đông cùng dòng máu có thể giải thích một số đặc điểm khác thường, chúng đã nhìn thấy ở New Zealand giống như nai sừng xám như gạc chân xòe, trong đó giống con dao găm, hoặc điểm thứ tư.
Tuy nhiên, khả năng của một dòng máu thuần chủng là rất thấp. Mặc dù dân số động vật đã thích nghi thành công với địa hình khắc nghiệt, một số yếu tố có thể góp phần làm pha loãng trong tổ hợp gen thuần khiết. có hiện tượng lai tạp với hươu đỏ lan tràn vào khu vực này. Các cơ quan chính phủ đã có thời gian nhìn thấy đàn hoang dã đi vào suy thoái. Nai miền Đông có thể cũng đã ở trên trong các khu rừng rộng của Ontario. Trong khi bằng chứng là khá sơ sài, nhiều người thông báo nhìn thấy một nhóm của nai sừng xám gần Sault Ste. Marie vào đầu những năm 1980. Những nai sừng xám có thể là nguồn gốc của miền đông và vẫn có thể tồn tại trong vùng hoang dã ở Ontario.
Từng có ghi nhận cả đàn nai sừng xám chết do sụt băng khi uống nước, một đàn nai sừng xám gồm hàng chục cá thể đã chết sau khi sụt xuống nước từ lớp băng mỏng ở một hồ chứa phía đông bắc bang Oregon, vụ tai nạn xảy ra khi 41 con nai đang đi ăn ở gần hồ nước Brownlee dài 93 km. Chúng đã đi qua các tảng băng để tìm nước uống. Tuy nhiên, một phần băng ở phía bắc hồ này đã bị suy yếu do nước chảy thường xuyên và một số con nai sừng tấm từng bị ngã do sụt lún băng trước đó mà không thể giải cứu chúng vì các tảng băng không cố định, bốn con nai chết trong tuyệt vọng khi cách bờ 200 – 300 m, dấu chân của những con nai cho thấy chúng không chạy trốn khỏi các động vật săn mồi khác như chó sói, xác của những con nai này sẽ bị chim và các động vật ăn xác khác rỉa thịt và việc lấy thịt của chúng là không đảm bảo, Xác của chúng khi phân hủy sẽ không ảnh hưởng đến chất lượng nước trong hồ chứa.